# Iniistius celebicus
Iniistius celebicus es una especie de peces de la familia Labridae en el orden de los Perciformes.

## Morfología
Los machos pueden llegar alcanzar los 16,1 cm de longitud total.

## Distribución geográfica
Se encuentra en las Molucas, Samoa, las Islas Marshall y Islas Hawái.